# Preissensivität
Preissensivität (oder Preissensibilität) ist in den Wirtschaftswissenschaften der Grad an Aufmerksamkeit, die ein Nachfrager den Preisen von Gütern und Dienstleistungen bei seiner Kaufentscheidung widmet.

## Allgemeines
Sensivität ist in der Psychologie die besondere Empfindlichkeit oder Empfänglichkeit gegenüber Reizen von geringer Intensität. Übertragen auf die Wirtschaft ist der Marktpreis oder dessen Veränderung der Reiz, auf den sich die Empfindlichkeit des Nachfragers bezieht. Preissensivität ist das Maß für die Stärke der Reaktion von Wirtschaftssubjekten auf bestimmte Preise oder Preisänderungen. Die Preissensivität ist damit Bestandteil des Konsumentenverhaltens.
Nachfrager sind sämtliche Wirtschaftssubjekte (Privathaushalte, Unternehmen, Staat und dessen Staatsunternehmen). Sie alle tauchen als Güternachfrager auf und können dabei Preissensivität entfalten. Die Preissensivität der Lieferanten und Zulieferer wird unter anderem davon beeinflusst, wie stark eine Produktdifferenzierung vorhanden ist und welche Wettbewerbsintensität zwischen den Konkurrenten besteht.

## Geschichte
Nach der Great Depression untersuchte Gardiner Means für das „Bureau of Labor Statistics“ zwischen 1935 und 1939 die Bewegung der Agrarpreise und Industriepreise, aus denen er einen Index der Preissensivität {\displaystyle PS} entwickelte. Er bildete aus den Listenpreisen der Jahre 1929 ({\displaystyle P_{29}}) und 1937 ({\displaystyle P_{37}}) einen durchschnittlichen Listenpreis, wodurch sich aus der Differenz zum Listenpreis des Depressionsjahres 1932 die Preissensivität ergab:
{\displaystyle PS=0,5(P_{29}+P_{37})-P_{32}}.
Means fand heraus, dass die untersuchten Preise wenig flexibel waren.
Ausgangspunkt für den Begriff der Preissensivität ist eine 1964 veröffentlichte Arbeit, wonach die Preissensitivität der Konsumenten stark produktabhängig ist und durch die Preispolitik der Unternehmen beeinflusst wird. Die Preisstrategie eines Unternehmens hat die Preissensivität zu berücksichtigen, wobei eine Marktsegmentierung die unterschiedlichen Preissensivitäten der Kundengruppen zu berücksichtigen hat und die Preisschwellen und die individuelle Preissensivität untersucht werden müssen.

## Modell

Peter van Westendorp: Price-Sensitivity-Meter (1976)

Der niederländische Ökonom Peter van Westendorp entwickelte 1976 ein Modell (englisch Price-Sensitivity-Meter) zur Feststellung der Zahlungsbereitschaft und Preissensitivität der Verbraucher. Er ging davon aus, dass es eine obere (Höchstpreis) und untere (Mindestpreis) Preisgrenze gebe, die nicht über- und nicht unterschritten werden solle. Diese Preisgrenzen werden durch Befragungen der Konsumenten für jedes Produkt ermittelt. Für Produkte gibt es aus Kundensicht die Attribute „zu billig“, „zu teuer“, „relativ hoch“ und „noch günstig“. Der optimale Preisbereich liegt zwischen den Schnittpunkten der Kurven „zu billig“ und „zu teuer“ bzw. „zu teuer“ und „zu billig“.

## Finanzmarkt
Auf den Finanzmärkten (insbesondere Aktienmarkt, Devisenmarkt, Rentenmarkt) heißt die Preissensitivität genauer „Kurssensivität“ oder „Zinssensitivität“ und wird mittels Duration und Konvexität gemessen. Dabei misst die Duration die durchschnittliche Kapitalbindungsdauer einer Kapitalanlage bei einem festverzinslichen Wertpapier, während die Konvexität das Marktverhalten einer Anleihe bei Zinsänderungen wiedergibt.
Die Preissensitivität kann auch bei Optionen gemessen werden, wobei die Preisänderung eines Optionsscheins der Preisänderung des Basiswerts gegenübergestellt wird. Sie wird hier auch „Delta“ genannt. Bei einer Kaufoption (Call-Option) liegen die Werte zwischen Null und Eins, bei einer Verkaufsoption (Put-Option) zwischen Null und minus Eins. Optionsscheine „aus dem Geld“ haben eine geringe oder keine Preissensivität, „im Geld“ liegt die Preissensivität gegen +1 oder −1.
Risikomaß für die Preissensivität ist der Betafaktor, die in diesem Zusammenhang auch Faktorsensivität genannt wird. Bei {\displaystyle \beta =1} vollzieht ein Finanzinstrument/Finanzprodukt die Schwankungen des Gesamtmarkts in gleicher Stärke nach, bei {\displaystyle \beta >1} reagiert die Rendite preissensitiver als der Gesamtmarkt, bei {\displaystyle \beta <1} weniger sensitiv.

## Wirtschaftliche Aspekte
Auf einem Käufermarkt spielen Verhandlungsmacht und Preissensivität der Käufer die entscheidende Rolle, auf dem Verkäufermarkt ist es umgekehrt.
Preissensitivität hängt vom Einkommen ab: bei höherem Einkommen ist die Preissensivität geringer als bei niedrigem. Bei hohem Preisniveau (Hochpreisstrategie) ist die Preissensivität niedriger als bei niedrigem (Niedrigpreispolitik). Die Preissensivität ist mithin bei Hochpreisstrategie geringer als bei Niedrigpreispolitik.
Preissensivität wirkt sich auf die Substitutionskonkurrenz von Substitutionsgütern aus. Im Zusammenhang mit der Verfügbarkeit von Substitutionsgütern beeinflusst die Preiselastizität die Preissensivität der Nachfrager, außerdem ist das Preis-Leistungs-Verhältnis von Bedeutung. Die Zahlungsbereitschaft eines Nachfragers mit einer bestimmten Preissensivität wirkt sich bei einer Kaufentscheidung aus, wenn dieser beispielsweise zwischen mehreren Beförderungsklassen oder Substitutionsgütern mit unterschiedlichen Preisklassen wählen kann. Ist seine Zahlungsbereitschaft auf eine preisgünstigere Preisklasse begrenzt, so erhält er weniger Komfort und eine geringere Produkt- oder Dienstleistungsqualität.
Die Preissensivität gehört zu den sachlichen Präferenzen. Entweder senkt die nicht-preisliche Kaufpräferenz eines Käufers unmittelbar die Bedeutung des Kaufpreises für die Kaufentscheidung oder die Preissensivität ist geringer, weil sich eher diejenigen Käufer ein der Preisdifferenzierung unterliegendes Güterangebot gönnen, die finanziell gut gestellt sind oder dem Preis aus anderen Gründen wenig Beachtung schenken.
Alle Preisveränderungen sind bei der Preissensivität von Bedeutung. Veränderungen können vom Unternehmen ausgehen (Preisnachlässe) oder vom Gütermarkt (Inflation/Deflation). Preisnachlässe jeder Art (Rabatt, Couponing, Frühbucherrabatt oder last minute) sind auf die Preissensivität einwirkende absatzpolitische Maßnahmen. Diese Preissenkungen bilden einen Kaufanreiz ebenso wie Billigsortimente. Bei Luxusgütern ist die Preissensivität dagegen gering, denn bei hohem Einkommen spielt der Preis eine geringe oder keine Rolle („koste es, was es wolle“). Die Preissensivität steigt bei allgemeiner Inflation (insbesondere bei der Hyperinflation) und sinkt bei Deflation.
Das Preisbewusstsein ist in keinem anderen Land so ausgeprägt wie in Deutschland. Im internationalen Vergleich gelten deutsche Verbraucher als besonders preissensibel. Während die Konsumenten in anderen Ländern bei einer Preiserhöhung einfach weniger kaufen, reagieren deutsche Verbraucher sehr häufig mit einem Wechsel von Einkaufsstätte oder Produkt. 27 Prozent der Deutschen geben an, bei einer Preiserhöhung zu einem günstigeren Händler zu wechseln – ein Wert, der nur von chinesischen Konsumenten leicht übertroffen wird. Weitere 29 Prozent der deutschen Kunden würden zwar dem Händler treu bleiben, jedoch ein günstigeres Produkt kaufen.

## Preissensivität und Preissensibilität
Die geringste Preissensivität weisen Käufer im Hochpreissegment auf, mittlere die preisbewussten Käufer und höchste die preisaggresiven Käufer.
Preissensibilität ist ein Synonym für die Preiselastizität der Nachfrage als Verhältnis der relativen Änderung des Absatzvolumens zu der sie auslösenden relativen Preisänderung.